# Leandro Muniz

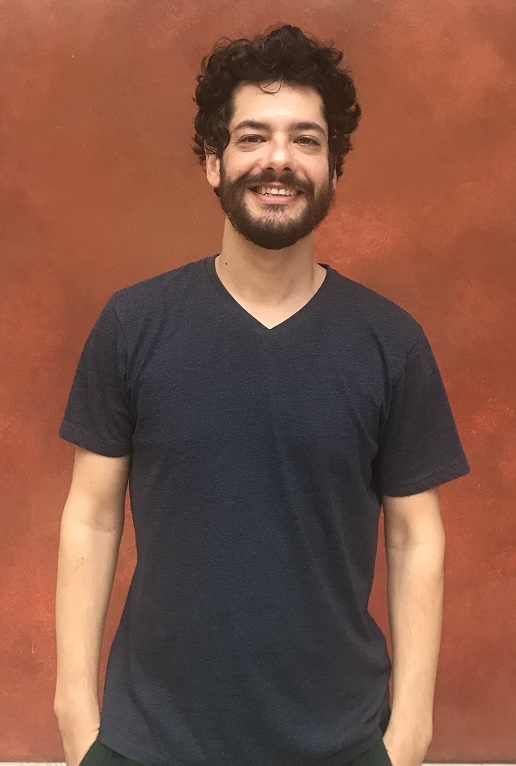
Leandro Muniz é dramaturgo, diretor e roteirista.

Leandro Muniz (Rio de Janeiro, 1 de julho de 1978) é um roteirista, dramaturgo, ator e músico brasileiro.
Começou sua carreira em 1997, como músico e ator, na companhia teatral Os F... Privilegiados e trabalhou com nomes como Antônio Abujamra, João Falcão, Paulo de Moraes, Karen Acioly, João Fonseca e Miguel Vellinho.

## Teatro
Escreveu “Peça por peça”, selecionada para o Concurso Nacional de Dramaturgia do CCBB, em 2007, e “Babilônia”, parceria com Jô Bilac.
Escreveu e dirigiu “Sucesso” que estreou no SESC Tijuca em 2016, e fez temporada no CCJF no mesmo ano, retornando, por convite, em março de 2017, no Galpão Gamboa e no SESI. Desta peça a atriz coadjuvante, Juliana Guimarães, ganhou o prêmio da APTR 2016 e  Pedroca Monteiro foi indicado ao Prêmio de Humor para ator coadjuvante.
Escreveu também “Relações - Peça quase Romântica”, que recebeu o prêmio de melhor texto no Festival de Teatro do Rio 2009, e “Senhora Solidão” .
Levou à Nova York “Relationships – an almost romantic comedy”, uma versão em inglês de sua peça “Relações”, apresentada Off Broadway em 2015 e posteriormente em Los Angeles em 2016. Ainda no teatro, Leandro foi vencedor, por dois anos consecutivos, do Festival Internacional de Humor do Rio de Janeiro, com as cenas “Musical Disney” e “Texto é que nem filho, primeiro a gente faz, depois a gente dá o nome”, recebendo seis prêmios, incluindo o de melhor direção. Atualmente dirige com João Fonseca, sua nova peça "A vida não é um musical - o musical" que estreou em 12 de Abril no SESC Copacabana e fica em cartaz até 5 de maio.

## Televisão
Na TV Globo, escreveu para diversos programas, entre eles: “Escolinha do Professor Raimundo (2015)”, "Amor & Sexo", "Junto & Misturado (série)" e “Filhos da Pátria”.
Também escreveu “Sem Análise” e “Meu Passado Me Condena (série)”, ambos do canal pago Multishow, onde agora escreve “Lady Night” programa de entrevista com Tatá Werneck, “Truque de Humor” com Gabriel Louchard e “A Vila” com Paulo Gustavo. Colaborou também com o programa Comédia MTV.

## Cinema
Co-escreveu os roteiros de “Meu Passado Me Condena” e “Meu Passado Me Condena 2” ao lado de Tati Bernardi, “ Um tio quase perfeito” com Marcus Majella e a comédia policial ‘Uma Quase Dupla’ com Tatá Werneck e Cauã Raymond com estreia prevista para este ano. Escreveu em parceria com Fábio Porchat o filme “Melhores amigas” e com Patrícia Corso “Amor de carnaval” ambos ainda em fase de pré-produção.
Leandro colaborou com o site dramadiario.com, projeto pioneiro de dramaturgia na internet e é um dos autores do livro Cena Impressa, formado por dez novos dramaturgos brasileiros.